# Risanamento di Bergamo
Il cosiddetto risanamento di Bergamo fu un periodo della storia urbanistica cittadina che si svolse tra il 1934 - 1942 e il 1955 - 1960 quando la parte più antica della città, quella posta sui colli circondata dalle mura veneziane identificata come Bergamo Alta, necessitava di un restauro conservativo con la demolizione di parti più vetuste e degradate, per poter meglio valorizzare le caratteristiche medioevali della parte storica cittadina. Il risanamento, o anche ridisegnamento fu attuato da dall'ingegnere Luigi Angelini nella sua parte iniziale e successivamente dal figlio l'ingegnere Sandro Angelini. Il progetto approvato nel 1935, fu uno dei primi modelli di attenzione al restauro e recupero dei nuclei storici in Europa.

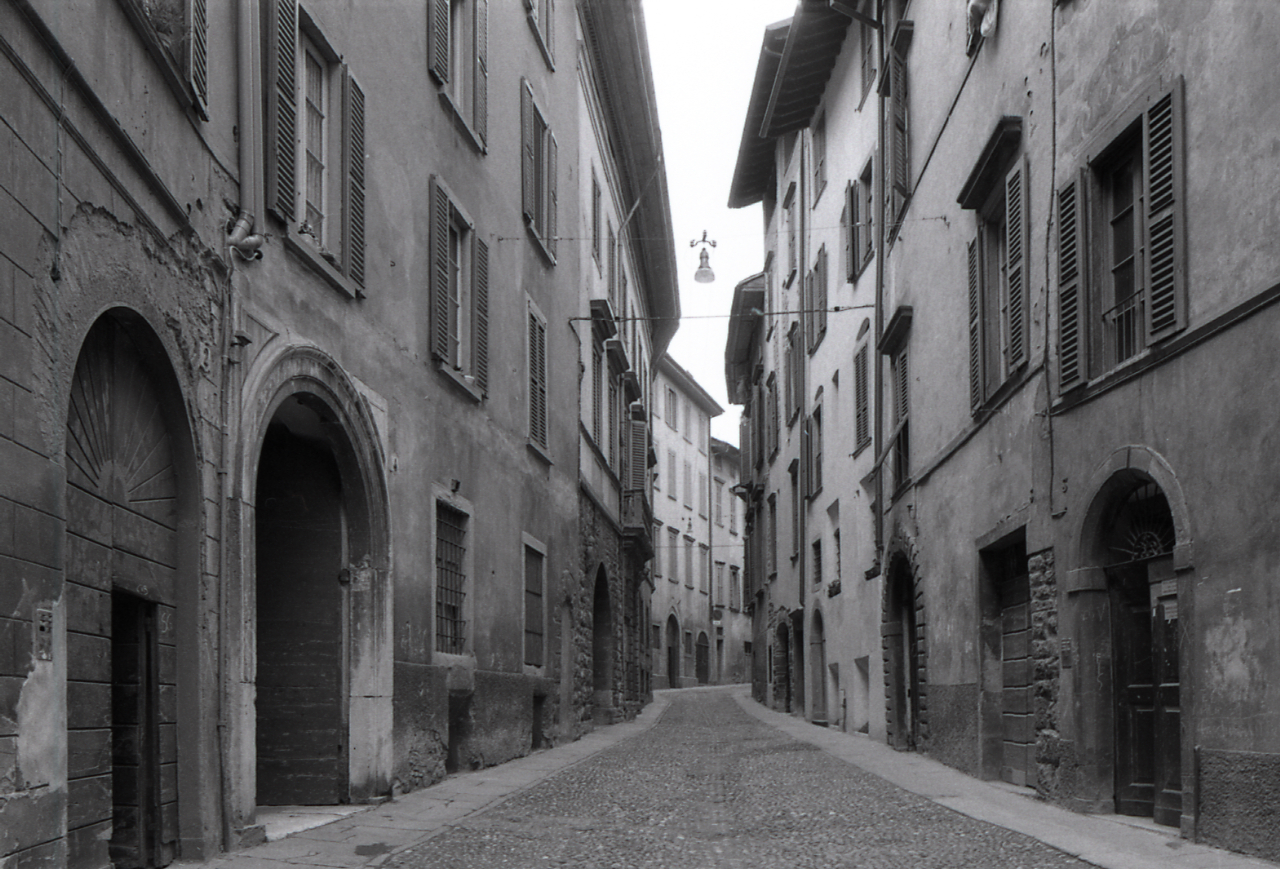
Paolo Monti - Servizio fotografico (Bergamo, 1980) Città Alta

## Il progetto
La parte alta di Bergamo, quella medioevale costruita su sette colli, non era più adatta alla vita pubblica cittadina, i suoi spazi angusti non erano adatti alle sedi pubbliche e commerciali, e già dalla seconda metà del Settecento, proprio grazie alla Fiera di Sant'Alessandro, molte attività commerciali si erano spostate nella parte bassa della città, parte che poi nei primi anni del Novecento, grazie al nuovo Centro piacentiniano attuato su progetto di Marcello Piacentini, avevano modificato l'aspetto della parte bassa lasciando quella antica in uno stato di degrado, anche in conseguenza della Prima guerra mondiale.

Il progetto di risanamento pur iniziando nel 1935, ebbe ben vent'anni di preparazione. La planimetria cittadina che indicava quale fossero le abitazioni inabitabili e quali risanabili fu disegnata dall'ingegnere Pizzini dell'Ufficio Sanitario, e nel 1927 fu indetto un concorso che prevedesse soluzioni sbrigative per la demolizione e il risanamento. Il progetto portò alla conoscenza di problematiche complesse che però erano già state analizzate all'estero da Gustavo Giovannoni fin dal 1913. A concorso furono presentati diversi progetti e nel 1933 stilato un piano di esproprio per quei fabbricati indicati come non igienici: insalubri per insufficienza di aira e di luce e per eccessiva umidità e perciò dannoso alla salute di chi vi abita.
Nel gennaio 1934 divenne sindaco di Bergamo Antonio Locatelli che diede l'incarico all'ingegnere Angelini con l'approvazione della Commissione Edilizia nel mese di luglio del medesimo anno diventando decreto di legge il 23 febbraio 1935 con l'approvazione del piano economico-finanziario. Venne anche considerato il concorso finanziario all'opera da parte dei proprietari delle abitazioni che dovevano essere restaurate o riscostruite nella misura del 25-40%, anche grazie al contributo diretto dello Stato.

### Obiettivi del progetto
Il progetto prevedeva la conservazione al massimo grado delle caratteristiche ambientali con attenzione alle due vie principali: via Gombito e via Bartolomeo Colleoni; l'intervento di demolizione delle abitazioni interne mantenendo quelle poste sul fronte principale delle vie cercando di creare giardini interni; la demolizione di quegli edifici che si presentavano davvero in grave stato di abbandono; la creazione di una nuova strada che potesse essere di supporto alle arterie principali attuabile con la demolizione di pochi edifici privati; risanamento di alcune abitazioni; creazione di nuovi passaggi pedonali con gradinate lavatoi, bagni pubblici e giardini pubblici; miglioramento di tutte le abitazioni con il consolidamento statico.
Si necessitò di un grande lavoro di rilievo e di studio per definire quali dovevano essere le abitazioni che potevano essere risanate e quali invece abbattute, uno studio particolareggiato zona per zona che richiese tempo e nel 1936 vi erano ben quattro piani di realizzazione. Ne furono realizzati altri dal 1937 al 1939 con computo metrico e preventivo di spesa che oscillava dalle lire 1800 a 2500.
Il secondo conflitto mondiale fermò temporaneamente i lavori di risanamento che furono ripresi nel 1945 fino al 1960. Furono questi lavori meno invasivi ma di mantenimento come il restauro del Campanone, la scalinata del palazzo della Ragione, e il rifacimento della facciata sul lato sud del medesimo palazzo.

## La realizzazione

### Via Getano Donizetti - Piazza Pendezza
La parte cittadina che presentava più criticità era quella tra piazza Pendezza e via Mario Lupo a nord e via Gombito e collina del Gromo a sud, con la presenza di abitazioni che non godevano della luce del sole, lasciando spazi privati umidi e insalubri. Questa fu una delle prime zone indicate come inagibili, e abitata da inquilini poco abbienti, diventando anche la prima zona in cui si attuò il risanamento.
Si giudicò allora evidente l'opportunità di un risanamento attraverso la demolizione totale del gruppo

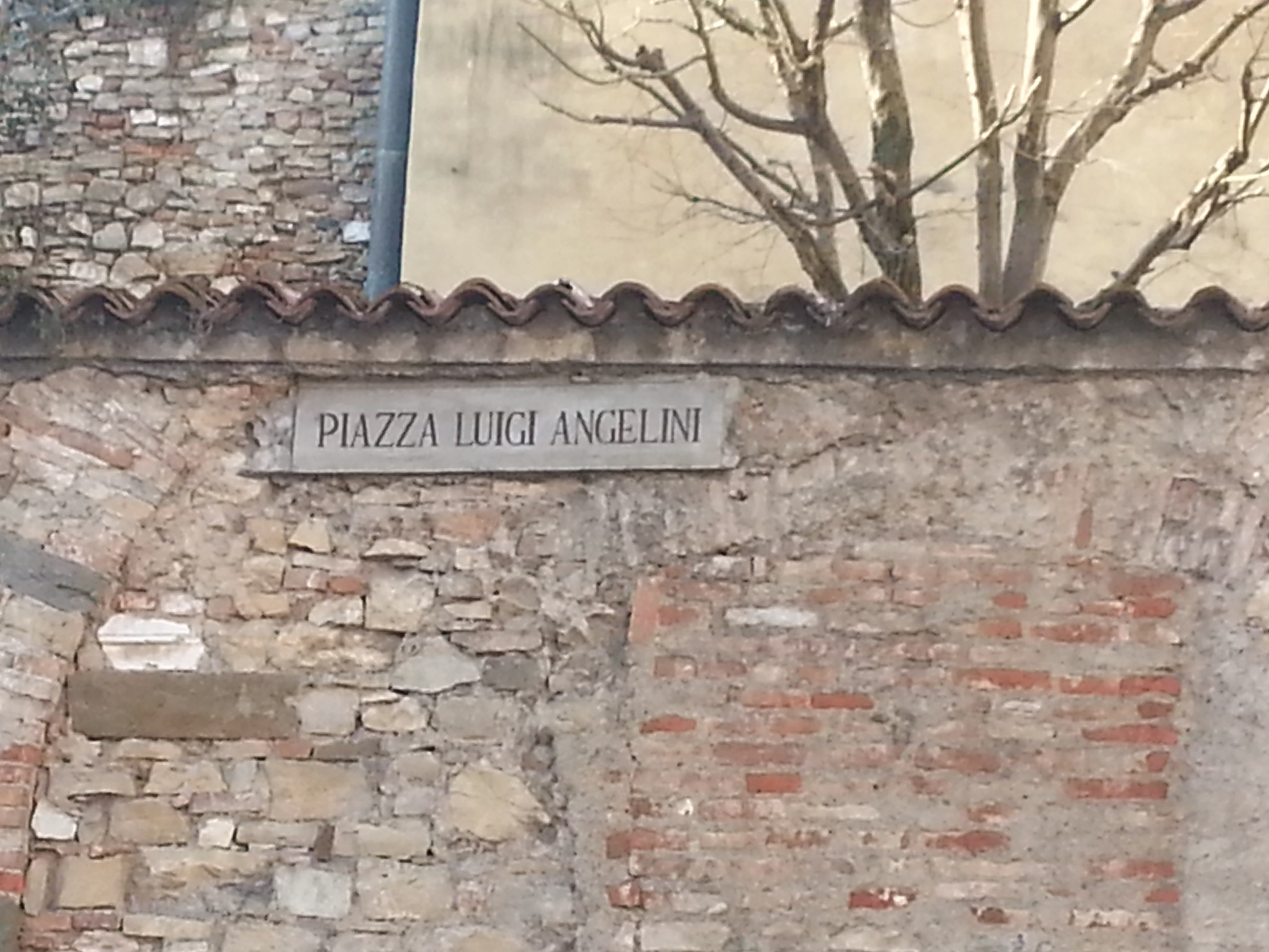
Piazza Luigi Angelini ex piazza Pendezza

Questa prima soluzione permise il collegamento diretto da piazza delle Scarpe con l'arrivo della funicolare a piazza del duomo, creando due sottopassi liberando piazza Pendezza alla via Mario Lupo e creando una struttura muraria ad archi di pietrame che sosteneva l'antico muro dell'Istituto dell figlie del Sacro Cuore, istituto che necessitò di ulteriori aggiustamenti. Questa modifica fu completata solo negli anni successivi. Sarà proprio piazza Pendezza a venire rinominata e intitolata all'ingegnere: Piazza Luigi Angelini.

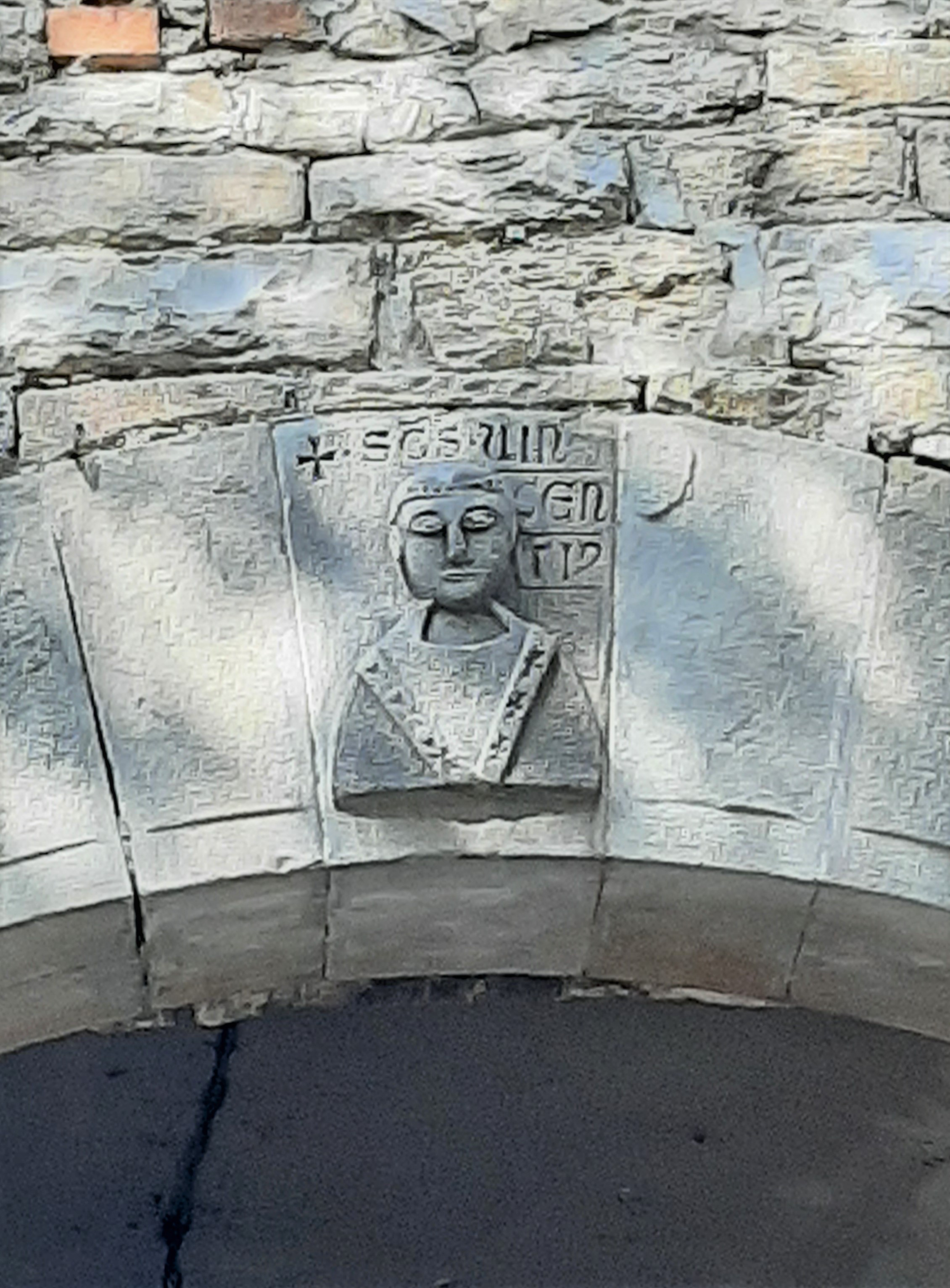
Portale di Bergamo-Effigie di san Vincenzo

Una successiva importante modifica riguardò la zona dell'antica chiesa di San Cassiano che durante l'occupazione napoleonica era diventata magazzino, successivamente destinata a uso militare austriaco, e poi ancora vi era stato creato un piccolo teatro intitolato a Johann Simon Mayr, ormai in disuso e che si trovava di fronte all'antica Casa Fogaccia ma che restava ostruita alla vista proprio da questo fabbricato ormai fatiscente e quindi inserito nel programma di abbattimento. Questo diede non solo respiro e luminosità alla zona ridando il giusto valore al palazzo cinquecentesco. Nella stessa via furono rimossi vecchie costruzioni che componevano la scuderia della famiglia Carrara con il fienile che nascondevano la fornace della fontana del Gromo.

### Via Gombito
La Banca Popolare di Bergamo si prese carico della spese relative il risanamento della centrale via Gombito. L'amministrazione della banca acquistò alcuni fabbricati che rimodernati e risanati sarebbero diventati sede bancaria. Durante il restauro furono rinvenute tracce di un'antica abitazione trecentesca che era stata la prima sede della Congregazione della Misericordia Maggiore. Furono realizzate due aperture ad arco e rivestite le nuove facciate in pietra a vista.

Furono attuate altre modifiche a ulteriori palazzi della via. E nel 1953-56 furono demoliti e risanati ulteriori edifici di via San Lorenzo, trasversale di via Gombito.

### Tempio di Santa Croce
Importante è il risanamento e restauro della zona riguardante il Tempietto di Santa Croce e l'Aula della Curia Vescovile posti in prossimità della basilica di Santa Maria Maggiore, nonché della fontana di Antescolis, quella che era conosciuta come piazzetta di Santa Maria. Il restaurò richiederò alcuni anni dal 1933 al 1940. Annessa alla basilica vi era il fabbricato usato a magazzino e abitazione che impedivano la visione dell'antico tempio e anche l'accesso all'aula picta della curia. Il fabbricato di fattura ottocentesca si presentava di scarso valore architettonico. Per questo si autorizzò nel 1937 da parte del vescovo Adriano Bernareggi la demolizione del fabbricato nonché la restaurazione dell'aula con la demolizione di tramezze con la riapertura dell'antico arcone che divideva l'aula in due parti. I lavori intorno a tempietto richiesero una decina di anni, durante i quali fu rinvenuto un secondo tempio demolito probabilmente per la costruzione della chiesa mariana. I due tempi identici dovrebbero essere due battisteri del periodo della conversione al cattolicesimo dei longobardi.
[…] il piccone ha demolito le ultime sovrastrutture che deturpavano e comprimevano la chiesetta di S. Croce in città […] così che ora il tempietto vetusto incominciamo ad apprezzarlo per quello che è e più apprezzeremo allorquando tra pochi giorni, ribassata la cupoletta al limite originario, accentuata l'inclinazione dei piani di copertura e questi protette da ardesie, sarà ripristinato integralmente nella sua struttura primitiva. L'Eco di Bergamo 28 novembre 1938 
Il risanamento dell'aula con la rimozione di tutto l'intonaco presente ha riportato alla luce la bifora con la raffigurazione dei primi due vescovi di Bergamo: san  Narno di Bergamo e san Viatore di Bergamo, nonché un importante ciclo di affreschi duecenteschi con la raffigurazione del vescovo Guiscardo de Suardi. Venne effettuato il restauro del tempietto risalente al XII secolo. Venne realizzata una scalinata che potesse collegare il tempio alla piazzetta ridando luce al protiro di Pietro Isabello. Per il restauro della residenza della Congregazione Maggiore furono necessari fondi che ritardarono i lavori che furono poi attuati dall'ingegnere con il figlio Sandro.

### Loggia mercato rionale
La zona presentava tre grandi abitazioni ormai in degrado, la loro demolizione non aveva però ridato il risultato atteso, venne quindi, nel 1942, costruita una piccola loggia. Una meridiana fu successivamente dipinta sul muro di un fabbricato su progetto Angelini con l'esecuzione del coreografo Zappettini per dare decoro a un palazzo, questa piazza verrà poi intitolata all'ingegnere.
Il risanamento richiese la rimozione di abitazioni anche in prossimità di piazza Mercato delle Scarpe, e della chiesa di San Pancrazio.